# Metoděj Šebela
Metoděj Šebela (23. ledna 1915 Bílovice nad Svitavou – 18. listopadu 1943 Biskajský záliv) byl příslušník 311. československé bombardovací peruti RAF, plukovník československé armády in memoriam. V Bílovicích nad Svitavou a v Praze 14 jsou po něm pojmenovány ulice.

## Život
Pilotní výcvik získal v aeroklubu. Po absolvování vojenské základní služby (u 8. pozorovací letky 2. leteckého pluku) se stal délesloužícím četařem (vojákem z povolání). Po německé okupaci Čech, Moravy a Slezska sloužil u vládního vojska. Na jaře 1940 uprchl přes Maďarsko do Jugoslávie, kde se v Bělehradu přihlásil do československé zahraniční armády. Odtud byl poslán přes Libanon a Palestinu do Velké Británie, kde byl přidělen k  311. československé bombardovací peruti RAF. Byl zde jedním z nejlepších pilotů. Dne 18. listopadu 1943 se jeho letoun (Liberator BZ872 E) s celou osádkou nevrátil z hlídkového letu nad Biskajským zálivem; sestřel si nárokoval německý vojenský letec Paul Puckedorf.

## Vyznamenání
- Československý válečný kříž 1939 (3x)
- Československá medaile Za chrabrost před nepřítelem
- Československá medaile za zásluhy I. stupně
- Pamětní medaile československé armády v zahraničí se štítky Francie a Velká Británie
- Záslužný letecký kříž (Spojené království) (13. 10. 1943)
- Evropská hvězda leteckých osádek (anglicky Air Crew Europe Star)
- Britská medaile Za obranu